# Samuel Prescott Bush
Samuel Prescott Bush (Brick Church, 4 ottobre 1863 – Columbus, 8 febbraio 1948) è stato un imprenditore statunitense, era il padre del senatore Prescott Sheldon Bush, il nonno del presidente George H. W. Bush e il bisnonno del presidente George W. Bush.

## Biografia
Nato dal sacerdote anglicano James Smith Bush e sua moglie Harriet Eleanor Fay, Bush si è laureato presso lo Stevens Institute of Technology di Hoboken, nel New Jersey, nel 1884. Ha conseguito il titolo di Master Mechanic nel 1891 e di Superintendent of Motive Power nel 1894. Nel 1899 si trasferì a Milwaukee, nel Wisconsin, per assumere la carica di Superintendent of Motive Power alla St. Paul e Pacific Railroad di Chicago.
Nel 1901 tornò a Columbus e divenne direttore generale della Buckeye Steel Castings Company, che produceva pezzi per le ferrovie. La compagnia era guidata da Frank Rockefeller, fratello del magnate del petrolio John D. Rockefeller, e tra i suoi clienti c'erano le compagnie di Edward Henry Harriman. Le famiglie Bush e Harriman furono strettamente legate fino alla fine della seconda guerra mondiale. Rockefeller si dimise nel 1908 e Bush divenne presidente di Buckeye, ricoprendo l'incarico fino al 1927, rendendolo uno dei principali industriali statunitensi della sua generazione.
Samuel Prescott Bush era sposato con Flora Sheldon (1852-1920) e aveva cinque figli con lei.

## Genealogia parziale
James Smith Bush (15 giugno 1825 - 11 novembre 1889) - sposò Harriet Eleanor Fay il 24 febbraio 1859:
1. James Freeman (15 giugno 1860 - ?)
2. Samuel Prescott (4 ottobre 1863 - 8 febbraio 1948) - sposò il 20 giugno 1894 Flora Sheldon (1852 - 1920) - sposò poi Martha Bell Carter (1879 - 1950)
  1. Prescott Sheldon (15 maggio 1895 - 8 ottobre 1972), Senato del Connecticut dal 1952 al 1963 - sposò il 6 agosto 1921 Dorothy Wear Walker (1901 - 1992):
    1. Prescott Sheldon Jr. "Pressy" (1922 - 2010) - sposò il 30 dicembre 1944 Elizabeth Kauffman (1922 - 2014):
      1. Prescott Sheldon III (1945 - 2009) - sposò il 28 giugno 1970 Francesca Farr
      2. Kelsey - sposò il 25 maggio 1974 Philip Gerald Nadeau:
        1. Elizabeth
        2. Katherine
        3. William F.
        4. Prescott

      3. James Laurence "Laurie" - sposò Susan C.:
        1. Sarah - ha sposato William "Drake" Richey:
          1. Draper
          2. George
          3. Beatrice

        2. Samuel P. - sposò James L. Bush:
          1. Auden
          2. Elliot

    2. George Herbert Walker, 41º Presidente degli Stati Uniti d'America (12 giugno 1924 - 30 novembre 2018) - sposò il 6 gennaio 1945 Barbara Pierce (8 giugno 1925 - 17 aprile 2018):
      1. George Walker, 43º Presidente degli Stati Uniti d'America dal 2001 al 2009 - (6 luglio 1946) - ha sposato il 5 novembre 1977 Laura Lane Welch (4 novembre 1946):
        1. Barbara Pierce (25 novembre 1981) - ha sposato il 7 ottobre 2018 Craig Coyne:
          1. Cora Georgia (27 settembre 2021)

        2. Jenna Welch (25 novembre 1981) - ha sposato il 10 maggio 2008 Henry Chase Hager:
          1. Margaret Laura "Mia" (13 aprile 2013)
          2. Poppy Louise (13 agosto 2015)
          3. Henry Harold "Hal" (2 agosto 2019)

      2. Pauline Robinson "Robin" (20 dicembre 1949 - 11 ottobre 1953)
      3. John Ellis "Jeb" (11 febbraio 1953), 43º Governatore della Florida dal 1999 al 2007 - ha sposato il 23 febbraio 1974 Columba Garnico Gallo (17 agosto 1953):
        1. George Prescott (24 aprile 1976) 28º Commissario del Texas dal 2015 al 2023 - ha sposato il 7 agosto 2004 Amanda L. Williams (1976):
          1. Prescott Walker (3 giugno 2013)
          2. John William (13 aprile 2015)

        2. Noelle Lucila (1977)
        3. John Ellis "Jebby" Jr. (1983) - ha sposato Sandra Mary Algudady:
          1. Georgia Helena Walker (13 agosto 2011)
          2. Vivian Alexandra Columba (2014)

      4. Neil Mallon (22 gennaio 1955) - ha sposato nel 1980, divorziando nel 2003, Sharon Smith (19 maggio 1952); Ha sposato nel 2004 Maria Manass:
        1. (I) Lauren Pierce (25 giugno 1984) - ha sposato il 4 settembre 2011 David Lauren (31 ottobre 1971)::
          1. James Richard (21 novembre 2015)
          2. Max Walker (19 aprile 2018)
          3. Robert Rocky (10 aprile 2021)

        2. Pierce Mallon (1986) - ha sposato Sarahbeth Melton:
          1. Adeline Grace Elizabeth (21 aprile 2021)

        3. Ashley Walker (1989) - ha sposato il 2 marzo 2019 Julian LeFevre

      5. Marvin Pierce (22 ottobre 1956) - ha sposato Margaret Molster:
        1. Marshall Lloyd (maggio 1986) - sposò Nick Rossi nel novembre 2015
        2. Charles Walker (1989) - ha sposato Lora Benoit nel 2020

      6. Dorothy (18 agosto 1959) - ha sposato nel 1982 William Heekin LeBlond (11 gennaio 1957), divorziando nel 1990; sposò nel 1992 Bobby Koch (1960)
        1. (I) Samuel "Sam" (1984 - 2018) - sposò Lee Bobbitt
        2. Nancy Ellis "Ellie" (1986) - ha sposato Nick Sosa:
          1. Dorothy Ann "Dotty" (25 agosto 2020)

        3. (II) Robert David (1993) - ha sposato nel 2021 Katherine Montesi
        4. Georgia Grace "Gigi" (1996)

    3. Nancy (4 febbraio 1926 - 10 gennaio 2021) - ha sposato il 26 ottobre 1946 Alexander B. Ellis Jr. (1922 - 1989):
      1. Nancy - sposò Tom Black
      2. Alexander B. III (1 gennaio 1949) -
      3. John Prescott (3 febbraio 1953) - ha sposato Susan Smith Ellis:
        1. Caroline
        2. Jack

      4. Josiah "Joe" (16 novembre 1957):
        1. Josiah
        2. Zander
        3. Catherine

    4. Jonathan James (6 maggio 1931 - 5 maggio 2021) - sposò nel 1973 Josephine Bradley:
      1. Jonathan S. (10 marzo 1969):
        1. Lucas
        2. Izzy
        3. Nicola
        4. Anna
        5. Oscar
        6. Willa R.

      2. William Hall (13 ottobre 1971) - ha sposato nel 1998 Sydney Davis, divorziando nel 2018:
        1. Josie (29 agosto 1998)
        2. Mary Bradley (29 novembre 2000)
        3. Lillie (17 ottobre 2004)

    5. William Henry Trotter "Bucky" (14 luglio 1938 - 27 febbraio 2018) - sposò nel 1959 Patricia Redfearn (? - 10 novembre 2015):
      1. William Prescott "Scott" (1964) - sposato con Lindsay;
        1. Alex (1996)
        2. Kat

      2. Louisa (1970)

  2. Robert Sheldon (1896 - 1900)
  3. Mary Eleanor (18 dicembre 1897 - 20 dicembre 1992) - sposò Francis House (1889 - 1971): con discendenza;
  4. Margaret Livingston (19 luglio 1899 - 29 maggio 1993) - sposò Stuart Holmes Clement (1895–1974) nel 1919: con discendenza;
  5. James Smith (11 aprile 1901 - 2 maggio 1978) - sposò nel 1928 Caroline Lowe Patterson (13 aprile 1907 - 2 marzo 1986), da cui divorziò prima del 1960:
    1. Henrieta Lowe (1930 - 1945)
    2. Caroline A. (30 maggio 1933 - 22 novembre 2019): con discendenza;
3. Harold Montfort (14 novembre 1871 - ?)
4. Eleanor Howard (7 novembre 1873 - ?)